# Red Lake (Ontario)
Red Lake [ˈɹɛdˌleɪ̯k] ist eine Stadt im Nordwesten der kanadischen Provinz Ontario im Kenora District.
Red Lake hat ca. 4100 Einwohner (Stand: 2016) und liegt am Ufer des Red Lake nahe dem Gullrock Lake. Die Stadt besitzt ein Museum und liegt nahe der Provinzparks Woodland Caribou Provincial Park und Pakwash Provincial Park. Am Ort befindet sich die Red Lake Mine der Goldcorp, die reichste Goldmine der Welt.
Red Lake wird auch als die Noorduyn-Norseman-Hauptstadt der Welt (Norseman Capital of the World) bezeichnet.

## Geschichte
Ab 1926, als man in Red Lake Gold entdeckte, wuchs die Stadt stark an. Der Wasserflugplatz Howey Bay war zu dieser Zeit der verkehrsreichste Flughafen der Welt.
Zwischen dem 19. und 27. Februar 1979 starteten von zwei Plätzen bei Red Lake 14 große und 19 kleine Höhenforschungsraketen. Sie trugen wissenschaftliche Experimente und dienten zur Untersuchung der am 26. Februar 1979 stattfindenden Sonnenfinsternis. Einige der Raketen erreichten mit Gipfelhöhen über 100 Kilometern den Weltraum.

## Klima
Der erste Schnee fällt normalerweise im späten Oktober und schmilzt im März wieder. In dieser Zeit können die Temperaturen bis −35 Grad Celsius absinken.